# هارلو شابلي
هارلو شابلي (Harlow Shapley) (ناشفيل، ميزوري، 2 نوفمبر 1885 – 20 أكتوبر 1972) عالم فلك أمريكي، درس المجرات وأظهر أنها تنزع إلى التجمع على شكل عناقيد.
ولد في مزرعة قرب بلدة «ناشفيل»Nashville في ولاية ميسوري وكان لديه أخان أحدهم توأم «هوراس» وأخاً أصغر «جون» وأختاً أكبر ليليان، كان والده يعمل في زراعة التبن وأحياناً يدرس في مدرسة في ناشفيل، كانت أمه دائماً تشجعهم على أن يكونوا مهمين في الحياة ويصلوا إلى مراتب العلم.
عمل شابلي فترة مراهقته المتوسطة كصحفي في عدة جرائد «شانوت»، «جوبلن»، قرر شابلي وأخوه التوأم أن يوفر أموالهما للدراسة في الكلية فلا بد من اكمال الثانوية أولاً، فقد سجلا في مدرسة ثانوية «أنيقة» لكن لم تقبلهما لأنهما غير جاهزين بشكل كامل للدراسة فيها، لم يفقدا الأمل، والتحقا بمدرسة صغيرة للمذهب «البرسبيتاري» في نفس البلدة وقد درسو فيها اللاتينية. كان حلمه أن يدرس الصحافة، لكن كلية الصحافة لم تكن قد افتتحت بعد، اهتم بالإنسانيات في السنة الأولى بالجامعة وكلف نفسه للمواد الدراسية في الفيزياء والرياضيات وعلم الفلك، حيث أصبح مدرّسه في علم الفلك صديق له.
في السنة الثالثة من مرحلته الجامعية، التقى شابلي بزوجته المستقبل وكانت موهوبة بالرياضيات وحاصلة على العديد من شهادات البكالوريس:-
1-شهاددة في التربية عام 1915.
2-شهادة في الفنون عام 1911.
تدعى «مارثا بتز» والتقى فيها في درس الرياضيات.

## معارضته فيليكوفسكي
اشتهر الطبيب النفسي اليهودي إيمانويل فيليكوفسكي بنظرة خاصة في علم الفلك، وكان قد أرسل لشابلي نسخة من كتيب ألفه في 1947 وقد عارضه بشدة لدرجة أنه هدد دار نشر مكميلان بمقاطعة كتبها المدرسية إن استمرت بنشر كتابه صدام العوالم فنقلت الكتاب إلى دار نشر أخرى.

## روابط خارجية
- هارلو شابلي على موقع IMDb (الإنجليزية)
- هارلو شابلي على موقع الموسوعة البريطانية (الإنجليزية)
- هارلو شابلي على موقع إن إن دي بي (الإنجليزية)